# Tombokoirey II
Tombokoirey II este o comună rurală din departamentul Dosso, regiunea Dosso, Niger, cu o populație de 40.646 de locuitori (2001).